# DanceStar Party: Zostań gwiazdą tańca
DanceStar Party: Zostań gwiazdą tańca (DanceStar Party) – komputerowa gra muzyczna wyprodukowana i wydana w 2011 roku przez Sony Computer Entertainment. 
W DanceStar Party gracz ma za zadanie tańczyć przy dźwiękach muzyki przy użyciu kontrolera PlayStation Move, za co zdobywa punkty. Gra uczy grającego wykonywania sekwencji tanecznych; gracz może także skorzystać z treningu, w ramach którego gra taneczna jest połączona z fitnessem monitorującym spalanie kalorii przez tańczącego. Dostępnych jest ponad 40 utworów takich twórców, jak Rihanna, Lady Gaga czy The Chemical Brothers. Polska wersja gry została pozytywnie przyjęta przez recenzentów; w 2012 roku ukazała się jej kontynuacja pod nazwą DanceStar Impreza.